# Amata humana
Amata humana là một loài bướm đêm thuộc phân họ Arctiinae, họ Erebidae.